# Örnsköldsviksutställningen 1916

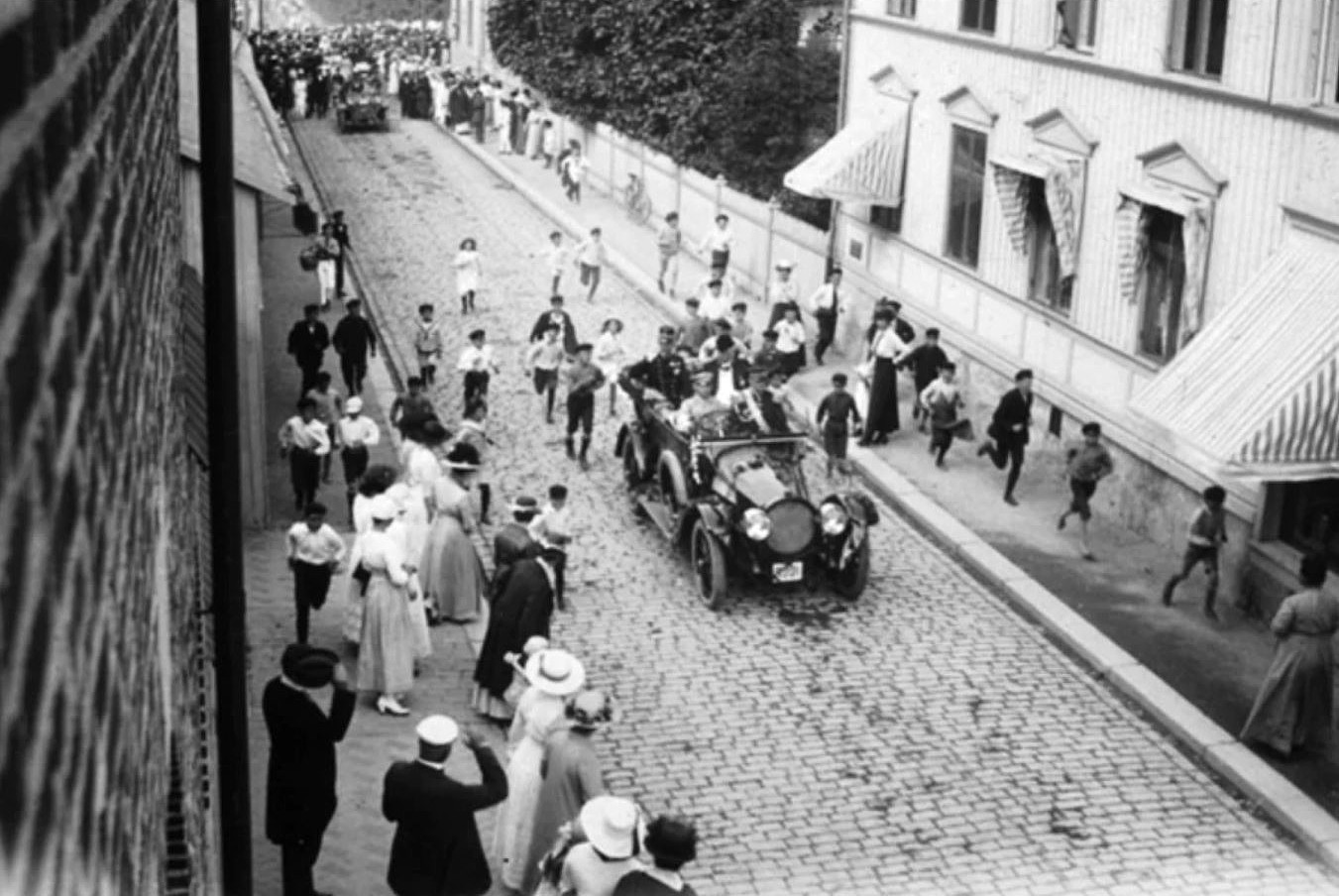
Kung Gustaf V åker Delaunay Belleville genom Örnsköldsviks gator i samband med invigningen av Örnsköldsviksutställningen.

Örnsköldsviksutställningen 1916, även kallad Den vita staden, var en länsutställning som år 1916 arrangerades i Örnsköldsvik. Det var huvudsakligen en lantbruks-, skogs-, slöjd-, hantverks- och industriutställning. Utställningen, som arrangerades av Hushållningssällskapet och officiellt invigdes av kung Gustaf V, blev en stor succé med närmare 135 000 besökare, och den hölls i området där nuvarande Paradisbadet ligger. Jämförelsevis hade Örnsköldsvik 4 000 invånare år 1916.